# Ninna Swaab
Ninna Swaab, folkbokförd som Ninna Ingrid Stumpe, även kallad Stumpe Swaab och Slöör-Swaab, född 26 juni 1940 i Köpenhamn, är en svensk dressyrryttare. 
Hon tävlade med hästen Casanova och vann Svenska mästerskapen i dressyr  1966, 1967, 1968 och 1969, totalt fyra gånger. Vid de svenska mästerskapen 1965 kom hon på andra plats, och 1970 och 1072 på tredje plats. Vid olympiska sommarspelen 1972 ingick Swaab i det svenska dressyrlaget som tog bronsmedaljer. Individuellt slutade hon på en tiondeplats.
Ninna Swaab var 1961–1970 gift med ryttmästaren och företagsledaren Filip Slöör (1908–1979) och 1972–1983 med John Swaab, som tävlade i dressyr för Nederländerna.